# ヒヨごん
ヒヨごん（1999年12月16日- ）は、日本のYouTuber。
愛称はヒヨご、よご、プー、ひより、村長など。
ファンネームはピグどぅる、ピグ、ひよらー、村っ人など。
血液型はA型。

## 来歴
2023年
- 8月4日 - 東京・国立代々木競技場第二体育館にて開催された「TGC teen 2023 Summer」に出演[3]。
- 11月13日 - 東京・LINE CUBE SHIBUYAにて開催された「TGC teen 2023 Winter supported by SIW2023」に出演[4]。

## 人物
- 中学2年生のころ、おふざけのつもりでLINEで友達にお尻の写真を送ろうとしたところ、クラスのグループラインに誤送信してしまった。当時は送信取り消しの機能がなく、自分以外をグループから退会させ、再度女子だけのグループを作り弁解した[5]。